# Prolasius wheeleri
Prolasius wheeleri é uma espécie de formiga do gênero Prolasius, pertencente à subfamília Formicinae.